# Lucas Hernández
Lucas François Bernard Hernández (Marselha, 14 de fevereiro de 1996) é um futebolista francês que atua como zagueiro ou lateral-esquerdo. Atualmente joga no Paris Saint-Germain. É irmão do também futebolista Theo Hernández.

## Carreira

### Atlético de Madrid
Oriundo das categorias de base do Atlético de Madrid, estreou pela equipe principal aos dezoito anos de idade no dia 3 de dezembro de 2014, contra o L'Hospitalet, em jogo válido pela Copa do Rei.
Em 10 de agosto de 2015, Hernández renovou seu contrato até 2019 e foi definitivamente promovido ao elenco principal. Sua primeira aparição na Liga dos Campeões da UEFA ocorreu em 15 de março de 2016, quando ele substituiu o lesionado Diego Godín No empate por 0 a 0 contra o PSV Eindhoven, em jogo válido pelas oitavas de final. Na ocasião, Hernández entrou na prorrogação e não participou da disputa por pênaltis, em que o Atlético venceu por 8 a 7.
No dia 6 de agosto de 2016, Hernández assinou uma extensão de contrato com o Atlético até 30 de junho de 2020.
Durante a temporada 2017–18, Hernandez foi um membro fundamental da equipe, pois atuou em 44 partidas em todas as competições. O Atlético chegou à final da Europa League de 2018. Ele foi titular e jogou toda a partida contra o Olympique de Marselha, da França. O Atlético venceu a partida por 3 a 0 e Hernández conquistou seu primeiro troféu internacional.
Lucas Hernandez deixou os Colchoneros onde disputou um total de 110 jogos (67 na La Liga, 18 na Copa do Rei, 16 na Champions League, oito na Europa League e um na Supercopa da UEFA). Nestas cinco temporadas conquistou dois títulos, a Liga Europa e a Supertaça da UEFA, conquistados em 2018, frente a Olympique de Marselha e Real Madrid.

### Bayern de Munique
No dia 27 de março de 2019, pelo valor de 80 milhões de euros, foi anunciado oficialmente que o Bayern de Munique contratou Lucas junto ao Atlético, com vínculo até 2024. O jogador foi apresentado na equipe alemã em julho.
| “                    | Hoje é um dia muito importante na minha carreira o Bayern de Munique é um dos melhores clubes da Europa e do mundo. Estou orgulhoso de que poderei lutar por mais títulos pelo Bayern no futuro. | ” |
| — Hernández, em nota | |   |

Em 12 de agosto de 2019, Lucas fez sua primeira partida pelo Bayern de Munique ao entrar no final da partida contra o Energie Cottbus na Copa da Alemanha (vitória por 3 a 1). Somente em sua segunda temporada no dia 3 de novembro de 2020, Hernández marcou seu primeiro gol pelo Bayern no empate contra o Red Bull Salzburg pela Liga dos Campeões.[carece de fontes?]
Sua primeira temporada foi marcada por várias lesões, mas Lucas Hernández esteve presente nos 25 jogos, Em 23 de agosto de 2020, ele venceu a Champions League contra o Paris Saint-Germain.
Na temporada 2022–23, Lucas fez apenas sete jogos em 832 minutos de jogo. Ele sofreu uma lesão na goleada da França sobre a Austrália por 4 a 1, durante a Copa do Mundo. Ele se lesionou sozinho ao levar um drible no lance do gol de Craig Goodwin, da Austrália, aos nove minutos de jogo, tendo uma ruptura de ligamento cruzado anterior.
Lucas Hernández deixou o Bayern de Munique ao fim da temporada 2022–23, tendo disputado 107 jogos em quatro temporadas no clube bávaro. O francês conquistou uma Liga dos Campeões, quatro Bundesligas, um Mundial de Clubes, uma Taça da Alemanha, duas Supertaças e uma Supercopa da Europa.

### Paris Saint-Germain
Em julho, Lucas Hernández foi contratado pelo Paris Saint-Germain, por cerca de 45 milhões de euros.Lucas fez sua estreia pelo PSG em 25 de julho de 2023, em amigável contra o Al-Nassr, empate sem gols (0-0) no Estádio Nagai, em Osaka.

## Seleção Nacional

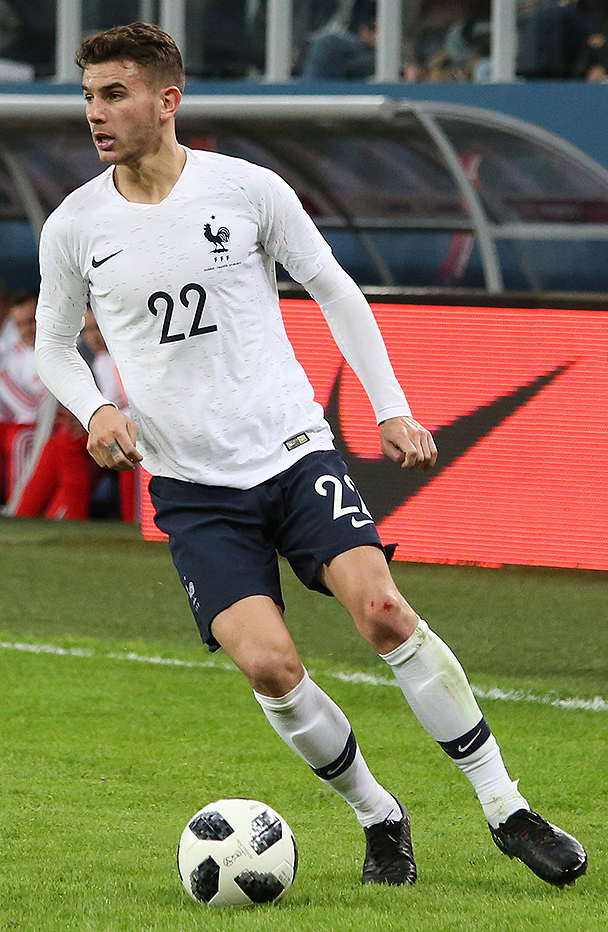
Hernández atuando pela França em 2018

Defendendo a França desde a categoria Sub-16, estreou pela Seleção Francesa principal em 23 de março de 2018 em um amistoso contra a Colômbia, ao substituir Lucas Digne. Desde então tornou-se titular da lateral-esquerda, disputando todas as partidas da campanha francesa na Copa do Mundo FIFA de 2018.
Em 11 de novembro de 2022, Hernández foi titular na primeira partida da fase de grupos da Copa do Mundo FIFA contra a Austrália, mas se machucou aos 22 minutos do primeiro tempo e foi obrigado a ser substituído por seu irmão Theo Hernández. Um exame posterior revelou uma grave lesão no ligamento cruzado anterior do joelho direito, e ele perdeu o restante da competição realizada no Catar.

## Vida pessoal
É irmão mais velho do também futebolista Theo Hernández, e ambos filhos de Jean-François Hernandez, ex-futebolista francês. Porém, este os abandonou ainda na infância e eles foram criados apenas pela mãe, Laurence Py. Criado na Espanha, possui também a nacionalidade espanhola. 
Seu primeiro filho, chamado Martín, nasceu no dia 1 de agosto de 2018.
Em outubro de 2021, foi noticiado que o jogador deveria comparecer a 19 de outubro perante um juiz em Espanha, "a fim de ser notificado pessoalmente para que, no prazo de 10 dias, ingresse voluntariamente num centro penitenciário à sua escolha" para cumprir uma pena de seis meses". Em causa está o incumprimento de uma ordem de afastamento entre o jogador e a sua mulher, a qual foi decretada após um "delito de maus tratos no âmbito familiar", cometido na rua.

## Títulos
Atlético de Madrid
- Liga Europa da UEFA: 2017–18
- Supercopa da UEFA: 2018

Bayern de Munique
- Bundesliga: 2019–20, 2020–21, 2021–22 e 2022–23
- Copa da Alemanha: 2019–20
- Liga dos Campeões da UEFA: 2019–20
- Supercopa da UEFA: 2020
- Supercopa da Alemanha: 2020, 2021 e 2022
- Copa do Mundo de Clubes da FIFA: 2020[22]

Paris Saint-Germain
- Supercopa da França: 2023, 2024
- Ligue 1: 2023–24, 2024–25[23]
- Copa da França: 2024–25[24]
- Liga dos Campeões da UEFA: 2024–25[25]
- Supercopa da UEFA: 2025[26]

Seleção Francesa
- Copa do Mundo FIFA: 2018
- Liga das Nações da UEFA: 2020–21

### Prêmios individuais
- Equipe do torneio do Campeonato Europeu Sub-19 de 2015[27]
- 33º melhor jogador sub-21 de 2016 (FourFourTwo)[28]